# Piz Ner
Piz Ner är en bergstopp i Schweiz.   Den ligger i regionen Surselva och kantonen Graubünden, i den östra delen av landet, 120 km öster om huvudstaden Bern. Toppen på Piz Ner är 2 859 meter över havet, eller 95 meter över den omgivande terrängen. Bredden vid basen är 0,16 km.
Terrängen runt Piz Ner är huvudsakligen mycket bergig. Närmaste större samhälle är Ilanz, 19,5 km öster om Piz Ner. 
Trakten runt Piz Ner består i huvudsak av gräsmarker. Runt Piz Ner är det glesbefolkat, med 13 invånare per kvadratkilometer.